# 岸本ゆめの
岸本 ゆめの（きしもと ゆめの、2000年4月1日 - ）は、日本の歌手。ハロー!プロジェクトに所属するつばきファクトリーの元メンバー。メンバーカラーはイエロー。
大阪府出身。血液型B型。身長166.5cm。YU-M エンターテインメント所属。
ハロプロ研修生加入前は、子役として活動していた。

## 略歴
2012年
- 9月、「モーニング娘。11期メンバー『スッピン歌姫』オーディション」の最終審査まで進むも、落選[3][4]。
- 11月、ハロプロ研修生に加入[4][5]。
- 12月9日、『ハロプロ研修生 発表会 2012〜12月の生タマゴShow!〜』にて、金澤朋子、一岡伶奈、牧野真莉愛、加賀楓、和田桜子とともに新メンバーとして紹介された[6]。

2013年
- 5月5日、『ハロプロ研修生 発表会2013〜春の公開実力診断テスト〜』にてモーニング娘。の「笑って!YOU」を披露[7]。

2014年
- 3月 - 6月、『Berryz工房デビュー10周年記念コンサートツアー2014春〜リアルBerryz工房〜』に、田口夏実、小川麗奈、一岡伶奈、井上ひかる、船木結とともに帯同[8]。
- 5月4日、『ハロプロ研修生 発表会2014〜春の公開実力診断テスト〜』にてBerryz工房（菅谷梨沙子）の「REAL LOVE」を披露し、「審査員特別賞（キャラクター部門）」を受賞[9]。
- 9月 - 12月、『℃-uteコンサートツアー2014秋〜モンスター〜』に、浜浦彩乃、小川麗奈、一岡伶奈、加賀楓とともにチャレンジアクトとして帯同[10]。

2015年
- 4月29日、つばきファクトリーに加入することが発表された[11][12]。
- 5月2日 - 5月3日、5月23日、『Juice=Juice ファーストライブツアー2015 〜Special Juice〜』に、一岡伶奈、新沼希空、船木結、浅倉樹々、堀江葵月とともにチャレンジアクトとして帯同[13]。

2017年
- 2月22日、シングル「初恋サンライズ/Just Try!/うるわしのカメリア」でつばきファクトリーとしてメジャーデビュー[14]。

2018年
- 7月25日、上々軍団のシングル「仲間」に新沼希空・小野田紗栞・秋山眞緒とともにつばきファクトリーから参加。さわやか五郎・岸本・小野田によるユニット「乙女マンジ学園」として「感謝感激マジマンジ」を歌唱[15]。

2020年
- 1月 - 、ラジオ日本『60TRY部』火曜日レギュラー（アンジュルムの竹内朱莉と交代制・不定期）となる。

2022年
- 5月31日、医師より「肺血栓塞栓症」であると診断を受け、入院加療することを発表[16][17]。同日予定されていたシングルのオンラインイベントは延期、及び6月4日に開催されるつばきファクトリーのコンサートは欠席。6月9日、快方に向かっているものの引き続き加療が必要であることを報告[18]。6月13日までのつばきファクトリーのイベントは欠席。6月27日、引き続き加療は継続していくものの、経過良好につき、29日のつばきファクトリーのイベントより活動再開することを報告[19][20]。
- 7月7日、1st写真集「ユメノアト」を発売[21]。
- 8月31日、ルミネtheよしもとにて行われた「村上ショージ独演会 第160章」にゲスト出演してネタを披露する。

2023年
- 4月13日、同年秋のツアーをもってつばきファクトリー及びハロー!プロジェクトを卒業することを発表[22][23]。卒業後はソロで活動を行う予定。
- 6月23日、医師より「適応障害」であると診断を受け、休養および通院加療のために、つばきファクトリーとしての活動を1か月程度休止することを発表[24][25]。7月31日、快方に向かっているものの、引き続き通院加療が必要と診断されたため、9月2日までのイベントを全て欠席することを発表[26]。8月31日、引き続き通院加療が必要と診断されたため、9月17日までのイベントを欠席することを発表[27]。
- 9月21日、症状改善が認められたことから、10月7日より開催されるつばきファクトリーのコンサートツアーから活動を再開することを発表[28][29]。
- 11月6日、日本武道館で行われた卒業公演を以ってつばきファクトリー、およびハロー!プロジェクトを卒業[30]。

2024年
- 1月11日、YU-M エンターテインメントへの入社を報告[2]。
- 9月、ソロアーティストとして路上パフォーマンス等もしている[31]。

2025年
- 1月29日、「岸本ゆめのstaff」のTikTokアカウントを開設[32]。
- 4月23日、「きしもんゆめちゃん」のTikTokアカウントを開設[33][34]。

## 人物
- 名前には、夢を持って育ってほしいという願いが込められており、漢字よりも見た目がかわいいという理由でひらがなになったという[35]。
- 好物は豚キムチ、から揚げ[36][37]。趣味はお笑い鑑賞[38]、筋トレ[39][40]。特技は編み込み、バレーボールのアンダーハンドパス[41]。
- セール品をよく買うという[42][43][44]。
- つばきファクトリーの時間リーダー（タイムキーパー）を自称する[45]。
- 『60TRY部』出演時は、公式ニックネーム「きしもん」のほか、「ゆめぴっぴ」「ぴっぴ」「ゆめぴ」などと呼ばれている。
- 『ヤングタウン土曜日』出演時に明石家さんまから「ワンチャンス岸本」の芸名をもらい、芸人として舞台に立つ際に使用する。
- 初めてハロプロを知った時、そのパフォーマンスのレベルの高さからアイドルに見えなかったといい、こんなにかっこいい人たちがいる団体に自分も入りたいと思い、オーディションを受ける。当時好きだったのは高橋愛[46]。憧れの先輩は、清水佐紀[35]、嗣永桃子（Berryz工房）。2014年秋のBerryz工房のライブに赴き、清水に誕生日プレゼントと手紙を直接渡している[47]。
- 1歳でドラマに出演した経験を持つ。子役としては『おみやさん』『水戸黄門』（いずれも2011年）などに出演[48]。
- ものまねタレントのよよよちゃんは地元の親友である[49][50]。

## 作品

### シングル
- おへその国からこんにちは/天まで登れ!（2013年12月20日、UP-FRONT WORKS）[51]
- 仲間（2018年7月25日、zetima/UP-FRONT WORKS）[15][52] - 上々軍団のシングル
  - #3 乙女マンジ学園（沢ごろ美・きしもん・さおりん）「感謝感激マジマンジ」 - コント上の仮想アイドルグループの仮想デビューシングル[注 1]

### 配信楽曲
| 発売日        | タイトル         | 備考 |
| ------------- | ---------------- | ---- |
| 2023年11月7日 | BE               |      |
| 2024年4月1日  | BLUEMOON BLUES   |      |
| 2024年5月1日  | ユーアーアイ     |      |
| 2024年6月1日  | 心にSUNNY        |      |
| 2024年7月1日  | 真夜中の鍵       |      |
| 2024年8月1日  | なぐさめないで   |      |
| 2024年9月1日  | xabón            |      |
| 2024年10月1日 | イチ、ミマン     |      |
| 2024年11月1日 | り：すたーと     |      |
| 2024年12月1日 | しあわせはっぴい |      |
| 2025年1月1日  | Delete           |      |
| 2025年2月1日  | まだ熱のある君は |      |
| 2025年3月1日  | ずっと、星。     |      |
| 2025年4月1日  | 静電気パチリ     |      |

#### コラボレーション
- 恋する!さかなヘン / 矢島舞美、中島早貴、高木紗友希(Juice=Juice)、岡田万里奈(LoVendoЯ)、岸本ゆめの(つばきファクトリー)（2019年3月30日、UP-FRONT WORKS）[53]

### アルバム
- ① Let's say “Hello!”（2015年2月18日、UP-FRONT WORKS）[54]

### DVD
- ハロプロ研修生密着 2013年冬（2014年5月22日、UP-FRONT WORKS）[55]

## 出演

### コンサート
- M-line Special 2021〜Make a Wish!〜（2021年8月15日、NHK大阪ホール / 9月26日、Zepp Osaka Bayside、両日昼夜2公演） - ゲスト出演[56]
- つばきファクトリー コンサートツアー 2024 春「C'mon Everybody !」 新沼希空卒業スッペシャル ～ Ready Go!Now! ～（2024年6月10日、日本武道館） - ゲスト出演
- Hello! Project 研修生発表会 2024 9月 「ホトトギス」（2024年9月8日、Zepp DiverCity）[注 2][57] - ゲスト出演

### イベント
- 村上ショージ独演会 第160章（2022年8月31日、ルミネtheよしもと） - ゲスト出演

### テレビ
- 生田衣梨奈のVSスポーツ（2021年1月24日 - 2022年2月20日、TOKYO MX） - 不定期出演
- スカパー! アイドルフェス〜!2021 夏〜（2021年8月6日、BSスカパー! / スカパー!オンデマンド） - MC[注 3][58]
- アンジュルム竹内朱莉デビュー10周年記念特番〜朝まで生竹内!〜（2021年8月13日、BSスカパー!） - 第2部ゲスト
- スカパー! アイドルフェス!〜2021 クリスマス〜（2021年12月22日、BSスカパー! / スカパー!オンデマンド） - MC[59]
- つばきファクトリー岸本ゆめのの2022年で逢いましょう with Saori（小野田紗栞）（2021年12月31日、BSスカパー!）[60]
- アンジュルム竹内朱莉メジャーデビュー11周年記念特番!朝まで生竹内!2～石田と岸本と～（2022年10月13日 - 14日、BSスカパー!）[61]
- 「ハロプロWEEK」開幕特番!ひなフェスを待つ竹内朱莉!～石田亜佑美と岸本ゆめのと～（2023年3月25日、CSテレ朝チャンネル1）[62]
- アンジュルム竹内朱莉卒業特番『朝まで生竹内2023』（2023年6月11日、CSテレ朝チャンネル1）[63]

### インターネット
- 矢口真里の火曜The NIGHT（2021年10月5日、ABEMA） - 代理MC

### ラジオ
- 60TRY部（2020年1月7日 - 、ラジオ日本） - 火曜日レギュラー（竹内朱莉と1週おきに交代）
- 増田紗織とつばきファクトリー岸本ゆめのと秋山眞緒の音バズ（ABCラジオ、2021年4月1日 - 9月23日） - 冠番組[64]
- 今日は一日“ハロプロ”三昧（2019年8月16日、NHK FM放送） - ゲスト
- Hello! SATOYAMA&SATOUMI Club（2019年11月9日・16日、ラジオ日本) - 小野瑞歩の代理[65]

### 舞台
- 演劇女子部 ミュージカル「サンクユーベリーベリー」（2015年10月8日 - 18日、池袋シアターグリーン BIG TREE THEATER） - 服部葉子 役
- 演劇女子部「気絶するほど愛してる!」（2016年3月25日 - 4月3日、池袋シアターグリーン BIG TREE THEATER）[66] - ビリー星野 役
- 演劇女子部「続・11人いる! 東の地平・西の永遠」（2016年6月11日 - 12日、京都劇場 / 2016年6月16日 - 26日、池袋サンシャイン劇場） - レッド 役（ウエスト）
- 演劇女子部「遙かなる時空の中で6 外伝 〜黄昏ノ仮面〜」（2019年6月6日 - 23日、サンシャイン劇場・メルパルクホール）[67][68] - ダリウス 役[注 4]

## 書籍

### 写真集
- ユメノアト（2022年7月7日、オデッセー出版、撮影：根本好伸） ISBN 978-4-908643-77-4[21]

### 雑誌連載
- OVERTURE「& KISHIMOTO」（2019年9月27日 - 2020年3月26日、徳間書店）

## 所属グループ・ユニット
- つばきファクトリー（2015年 - 2023年）
- シャッフルユニット
  - ハロプロ・オールスターズ（2018年 - 2020年）
- 企画ユニット
  - 乙女マンジ学園（2017年 - ）[注 1]